# Perro
Perro és un gènere d'aranyes araneomorfes de la subfamília Erigoninae, dins de la família Linyphiidae. Es pot trobar a Rússia i el Canadà.
Fou descrit per primera vegada per A. V. Tanasevitch l'any 1992.

## Llista d'espècies
Segons The World Spider Catalog 12.0:
- Perro camtschadalica (Kulczyński, 1885) – Rússia
- Perro polaris (Eskov, 1986) – Rússia, Canadà
- Perro putoranica (Eskov, 1986) – Rússia
- Perro subtilipes (Tanasevitch, 1985) (Espècie tipus) – Rússia
- Perro tshuktshorum (Eskov & Marusik, 1991) – Rússia